# R.U.R.
R.U.R. е научнофантастическа пиеса на чешкия писател Карел Чапек.
Наименованието на пиесата е абревиатура на Rossumovi Univerzální Roboti, в превод от чешки „Универсални роботи на Росум“.
Написана е през 1920 г., премиерното представление е в Прага на 25 януари 1921 г. Пиесата бързо придобива известност и за 2 години след нейното публикуване се превежда на 30 езика. Терминът „робот“, въведен за първи път в нея, става популярен в научната фантастика в целия свят.

## Действащи лица

### Хора
- Хари Домин – генерален директор на R.U.R.
- Фабри – главен инженер на R.U.R.
- Д-р Гал – ръководител па физиологическия отдел на R.U.R.
- Д-р Халемайер – главен психолог
- Консул Бусман – генерален търговски директор на R.U.R.
- Строител Алквист – началник на строежите на R.U.R.
- Хелена Глори – представителка на Лигата на хуманността
- Нана – бавачка на Хелена

### Роботи
- Марий – робот
- Сула – женски робот
- Радиус – робот
- Дамон – робот
- Примус – робот
- Хелена – женски робот
- Робот слуга, 1-ви, 2-ри, 3-ти, 4-ти и други роботи

## Сюжет

### Пролог
Хелена, дъщеря на президента на голяма индустриална държава, пристига на остров, където се намира фабриката Rossumovi Univerzální Roboti. Там тя е посрещната от генералния директор Домин, който ѝ разказва следната история на компанията.
През 1920 г. на острова идва човек на име Росум, за да провежда морски биологични изследвания. През 1932 г. той случайно открива вещество със свойства, подобни на живата материя, но с друг химически състав. Той решава, че може да създаде живи същества по подобие на природата, но по един по-бърз и по-лесен начин. Опитва се първо да направи куче, но претърпява неуспех. Като материалист иска да опровергае съществуването на Бог и да покаже, че може да създава същества, които са точното копие на човека. Росум се труди много години без да постигне желания резултат, докато един ден пристига неговият племенник Росум-младши и се захваща с по-лесната и изгодната задача да създава живи и интелигенти машини, но лишени от чувства и емоции. Противоречията и караниците между двамата завършват с това, че младият оставя стария да работи в неговата лаборатория, а сам се занимава с производството на роботи, като за целта използва опростения вариант на човека.
След този разказ Домин демонстрира на Хелена своята секретарка-робот, която се казва Сула. Хелена отначало мисли, че това е човек. След това тя се среща с основателите на фабриката, обърква се пак и ги мисли за роботи. На тях разказва за своята организация, Лигата на хуманността, чиято цел е да освободи роботите от човешкото потисничество. По време на екскурзията из фабриката Домин разказва за своята представа за света, в който работят само роботите. Домин се влюбва в Хелена, предлага ѝ да се омъжи за него и не приема отказ.

### Първо действие
Изминали са десет години и Домин с останалите си колеги от фабриката подготвя отбелязването на годишнината от пристигането на Хелена на острова.
Хелена и нейната гледачка разговарят за роботите и за ставащото в света. Идва Домин с подаръци за Хелена. Тя усеща неговата тревога, въпреки уверенията му, че всичко е наред и хората се радват на спокоен и безгрижен живот. Когато Домин излиза, Хелена намира вестници, от които научава, че върви война. Още по-шокираща новина за нея е, че вече не се раждат хора. Идва Алквист, който не я успокоява, а напротив, твърди, че всичко е резултат от твърде охолния живот на хората. Промяна настъпва и при роботите – някои от тях придобиват човешки качества, стават агресивни и непокорни. Такъв е и експерименталният робот Радиус. Според правилата той трябва да бъде подложен на унищожение, но Хелена отменя това решение. Д-р Гал, който оценява състоянието на Радиус, описва друг експериментален робот-девойка на име Хелена.
Разтревожена от новините и от развитието на производството на роботите Хелена Глори тайно унищожава секретната формула, която се използва за тяхното създаване. Веднага след това се събират всички действащи лица и от новопристигналата поща научават, че роботите са въстанали в целия свят.

### Второ действие
Хелена и основателите на фабриката са под обсадата на роботите и търсят начин да излязат от това положение. На предложението да се продаде на роботите производството и формулата за тяхното създаване Хелена признава, че е изгорила ръкописа на стария Росум. Всички оплакват края на човешката цивилизация, роботите щурмуват фабриката и убиват хората с изключение на Алквист. Него оставят жив, защото „работи като робот с ръцете си“.

### Трето действие
Минават години и почти цялото човечество е унищожено. Само Алквист е жив и на него му е възложена задачата да възстанови формулата за създаване на роботи. Той не може да го направи и моли роботите да намерят други хора, които биха могли да му помогнат. Роботите искат да създават живот и да се размножават, но Алквист им казва, че това могат да правят само хората. Търсенето на други хора е безуспешно и тогава представителите на правителството на роботите нареждат на Алквист да направи дисекция на един от роботите и по този начин да научи формулата на живота. Алквист се съгласява, но след първия опит се чувства отвратен и се отказва. После става свидетел на общуването на роботите Примус и Хелена, които се държат като влюбена двойка. Забелязва, че тяхното поведение е различно от това на другите роботи, научава от тях, че и двамата са създадени от д-р Гал и решава да направи дисекция на единия от тях. Примус и Хелена защитават един друг и всеки предлага себе си за дисекция. Тогава Алквист осъзнава, че това е проявата на човешкото чувство любов и той има пред себе си новите Адам и Ева, които ще спасят света.